# Koreaner in Deutschland

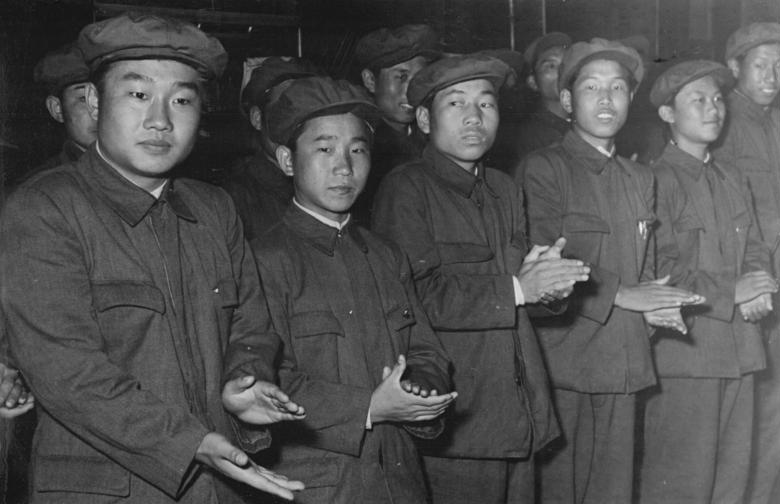
1953: Nordkoreanische Gaststudenten kommen in Ost-Berlin, DDR, an

Die Koreaner in Deutschland stellen eine Bevölkerungsgruppe in der Bundesrepublik Deutschland dar, die sich zum Teil aus immigrierten Koreanern aus den beiden Staaten Nord- und Südkoreas zusammensetzen und bereits über die deutsche Staatsbürgerschaft verfügen und zum anderen Teil aus Bürgern, die die koreanische Staatsbürgerschaft besitzen und in Deutschland ein Aufenthaltsrecht haben.

## Statistische Grundlage
Über die Zahl der koreanischstämmigen Bürger im Besitz der deutschen Staatsbürgerschaft liegen dem Statistischen Bundesamt keine Daten vor. Hingegen kann die Zahl der Bürger mit einem südkoreanischen Pass, die nach Deutschland gezogen sind, für den Stichtag 31. Dezember 2018 mit insgesamt 36.230 Personen und einem Frauenanteil von 58,2 % angegeben werden. Die Tendenz der Zuwanderung weist nach oben, mit einer jährlichen Steigerungsrate von 4,6 % bis 6,8 % in den Jahren 2011 bis 2018.
Im Jahr 2013 zählte die koreanische Gemeinde nach Angaben des Ministeriums für Auswärtige Angelegenheiten (MOFA) in Seoul, abweichend von der deutschen Statistik, 33.774 koreanische Bürger in Deutschland und belegte damit den 14. Platz nach Größe aller koreanischen Bevölkerungsgruppen weltweit und war damit die zweitgrößte Gruppe in Westeuropa, hinter der schnell wachsenden Gemeinschaft von Koreanern im Vereinigten Königreich. Die Koreaner in Deutschland leben vor allem im Rhein-Main-Gebiet sowie in Nordrhein-Westfalen. Neben der Muttersprache Koreanisch beherrschen die meist der christlichen oder der buddhistischen Religion zugehörigen Koreaner sehr oft auch die deutsche Sprache. Die größte koreanische Gemeinschaft in Deutschland befindet sich in der Rhein-Main-Region mit etwa 5300 koreanischen Einwohnern, Stand 2013, da sich im Großraum Frankfurt einige Deutschland- und Europazentralen südkoreanischer Konzerne, wie z. B. Kia Motors, Hyundai, Samsung Electronics, LG International, SK Network (SK Group) und Daewoo Electronics befinden, die eine Konzentration der Ansiedlung koreanischer Mitbürger im Raum Frankfurt geradezu verstärken.

## Geschichte

### Aus Südkorea in der Bundesrepublik Deutschland (Bonn)

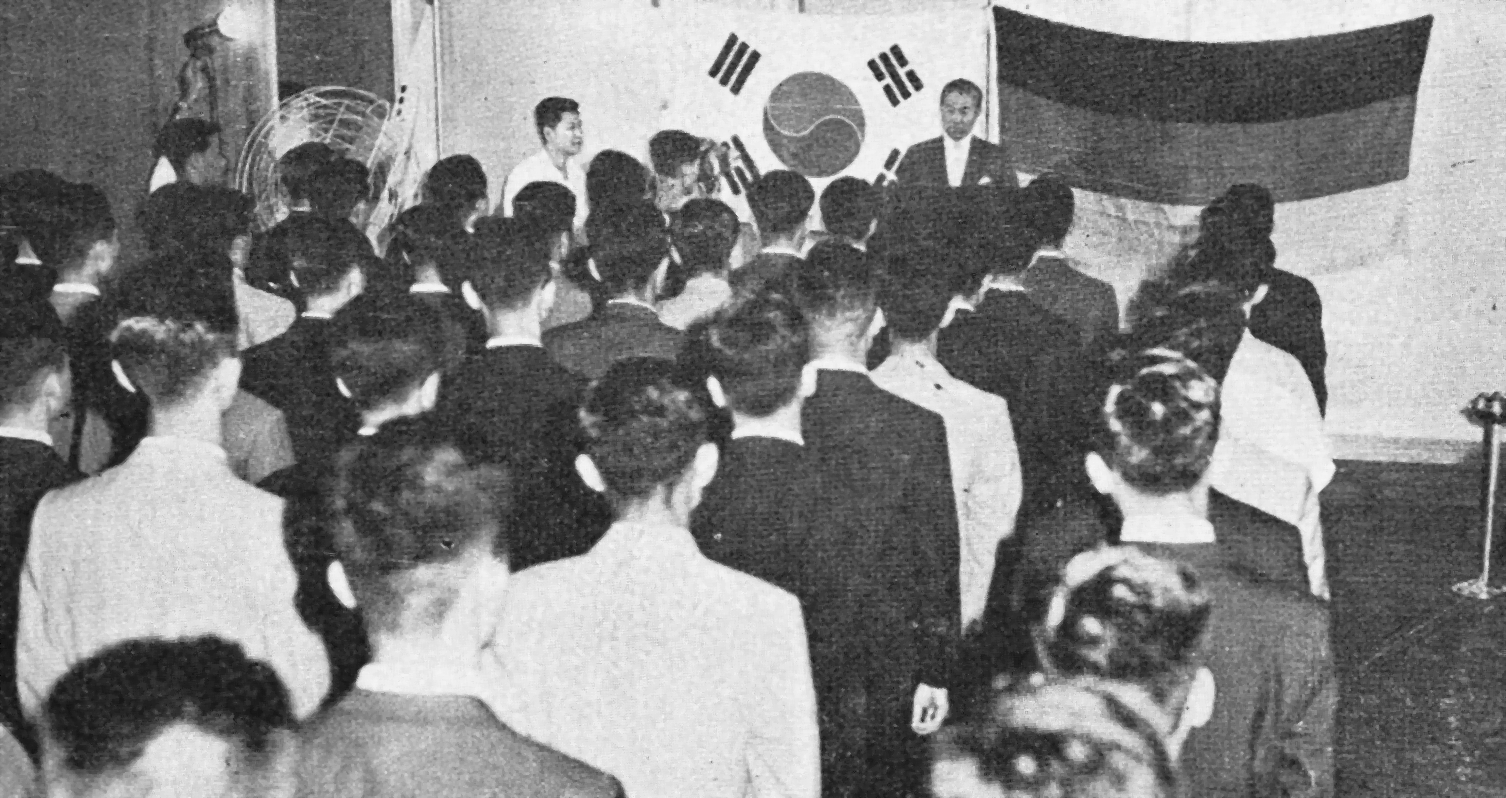
Kim Yu-taik, Chef der südkoreanischen Wirtschaftsplanbehörde, spricht am 16. Aug. 1962 zu einer Gruppe Arbeiter, die in die BRD entsandt werden.

Einige Studenten, Krankenschwestern und Industriepraktikanten aus Südkorea gab es in der Bundesrepublik Deutschland schon in den späten 1950er Jahren. Allerdings begann ein verstärkter Zuzug von Südkoreanern nach Deutschland erst in den 1960er Jahren, als die Bundesrepublik Deutschland Krankenschwestern und Bergarbeiter aus Südkorea als Gastarbeiter anwarb. Die Rekrutierung von Arbeitern speziell aus Südkorea wurde nicht nur durch wirtschaftliche Notwendigkeit verursacht, sondern galt auch als Demonstration der Unterstützung für ein Land, das ebenso wie Deutschland geteilt durch verfeindete Ideologien war.
Eine erste Gruppe von Bergleuten kam am 16. Dezember 1963 im Rahmen des Anwerbeabkommens zwischen der Bundesrepublik Deutschland und Südkorea, das weitgehend von der südkoreanischen Regierung finanziert wurde. Deutsche Unternehmen hatten keine Reisekosten zu tragen, sondern kamen nur für Lohn und Sprachunterricht auf. Die Südkoreaner hatten ein hohes Bildungsniveau im Vergleich zu anderen Gastarbeitern in dieser Zeit. Über 60 % hatten Abitur oder einen tertiären Bildungsabschluss. Krankenschwestern trafen in großer Zahl im Jahr 1966 in Deutschland ein. Südkoreaner waren eine der wenigen nichteuropäischen Gruppen, die damals rekrutiert wurden. Die westdeutsche Migrationspolitik schloss in der Regel Arbeitnehmer afrikanischer und asiatischer Herkunft in den 1950er und 1970er Jahren aus.
Nach den Aufenthalten in Deutschland wanderten einige dieser Südkoreaner in die Vereinigten Staaten ab, begünstigt durch einfachere Eingangsbedingungen aufgrund des Einwanderungs- und Staatsangehörigkeitsgesetzes von 1965. Obwohl die südkoreanischen Arbeiter für eine befristete Zeit kamen und die meisten ursprünglich geplant hatten, nach Hause zurückzukehren, entschied sich am Ende die Hälfte der Angeworbenen für den Verbleib in Deutschland. Während der 1970er Jahre riefen sie zu Protesten auf und forderten unter Berufung auf ihren Beitrag zur Wirtschaft und zum Gesundheitswesen ein Aufenthaltsrecht. Schließlich verzichtete die westdeutsche Regierung auf die Ausweisung derjenigen, deren Arbeitsverträge abgelaufen waren und gewährte ihnen ein unbefristetes Aufenthaltsrecht. Diejenigen die blieben, gründeten koreanischen Kirchengemeinden und koreanische Schulen, letztere um ihre Kinder in ihrer Muttersprache unterrichten zu können.
Nord- und Südkorea wetteiferten um den Einfluss auf die koreanische Gemeinde in der DDR und in der Bundesrepublik Deutschland während der 1960er und 1970er Jahre. Nordkorea hatte Agenten in die Bundesrepublik Deutschland geschickt, die, als Professoren verkleidet, unter den südkoreanischen Studenten Anhänger für das nordkoreanische Regime rekrutieren sollten. Im Jahr 1967 hat Südkorea eine Reihe von südkoreanischen Bürgern unter Verdacht der Spionage für den Norden zwangsweise ohne die Zustimmung der westdeutschen Regierung nach Südkorea entführt – der berühmteste unter ihnen war der Komponist und spätere deutsche Bürger Yun I-sang. Sie wurden gefoltert, um falsche Geständnisse zu erpressen, sechs von ihnen wurden zum Tode verurteilt. Die Bundesrepublik Deutschland hatte nach dem Vorfall drei südkoreanische Diplomaten ausgewiesen und ernsthaft den Abbruch diplomatischer Beziehungen mit Südkorea erwogen. Allerdings sah sie schließlich davon ab, als sich die allgemeine Aufmerksamkeit auf den Mordanschlag auf den Präsidenten Park Chung-hee und den USS Pueblo Vorfall verlagerte. Stattdessen wurde mit stiller Diplomatie auf die Freilassung der Entführten hingearbeitet.

### Aus Nordkorea in die DDR
Es gab auch eine, wenn auch zahlenmäßig geringere, koreanische Präsenz in der DDR. Nach dem Ende des Koreakrieges und der Bildung eines eigenen Staates Nordkorea, d. h. im Zeitraum von 1953 bis 1962, gingen viele nordkoreanische Studenten zum Studium an Universitäten und Hochschulen in den Ostblock, und andere kamen als gewerbliche Auszubildende. Im Jahr 1955 lag ihre Zahl in der DDR schätzungsweise bei 334 Studenten, 302 gewerblichen Auszubildenden und 298 Waisen. Die Waisenkinder wurden vom sogenannten Heimkombinat „Korea“ im Maxim-Gorki-Heim in Dresden, im Käthe-Kollwitz-Heim in Moritzburg sowie im Radebeuler Mohrenhaus und Schloss Wackerbarth untergebracht. Da sich jedoch die chinesisch-sowjetischen Beziehungen verschlechterten, ordnete die nordkoreanische Regierung an, dass alle ihre im Ausland befindlichen Staatsangehörigen nach Hause zurückzukehren hatten. Nach 1962 blieben nur wenige Nordkoreaner in der DDR übrig. Selbst diejenigen, die mit Einheimischen verheiratet waren, mussten dem Rückruf gehorchen und verließen ihre Ehepartner. In einem dokumentierten Fall erfuhr eine ostdeutsche Frau nach mehr als vier Jahrzehnten ohne Kontakt, dass ihr nordkoreanischen Ehemann noch am Leben war. Andere haben seither ihre Ehepartner weder wiedergesehen noch haben sie Informationen über den Verbleib und das Schicksal ihres Partners.
Nach der deutschen Wiedervereinigung schickte die Pjöngjanger Regierung einige Studenten zu einer technischen Ausbildung nach Deutschland. Die beiden Länder unterhalten seit März 2001 diplomatische Beziehungen. Deutsche, die Nordkorea besucht haben, berichten, dass sie immer wieder deutschsprachige Ingenieure und Techniker getroffen hätten.
Auf dem Dresdner Heidefriedhof befinden sich noch Grabsteine von in Dresden verstorbenen Koreanern.

### Rückwanderung

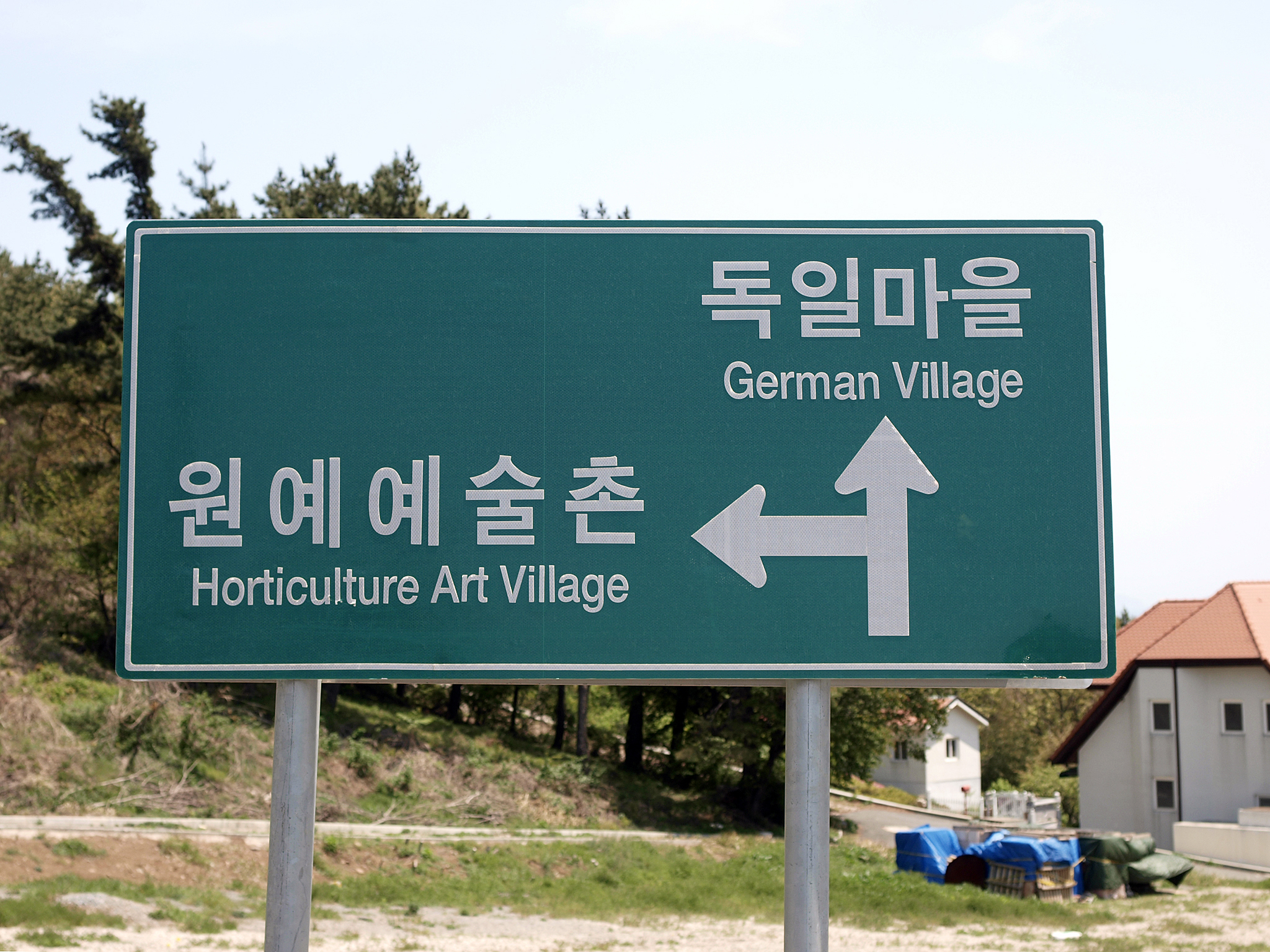
Wegweiser zum Dogil Maeul

Im Jahr 2009 verweigerte die deutsche Regierung nordkoreanischen Wissenschaftlern und Ingenieuren eine Verlängerung ihrer Aufenthaltsgenehmigungen, auch in den Fällen, in denen Stipendien verlängert worden waren.
Einige Südkoreaner, die sich in Deutschland niedergelassen hatten, kehrten nach ihrer Pensionierung nach Südkorea zurück, oft zusammen mit ihren deutschen Ehepartnern. Eine Folge dieser „Rückwanderung“ war das Entstehen eines deutschen Dorfes, Dogil Maeul (koreanisch 독일 마을 oder 獨逸 마을, Dog’il Ma’eul), im Landkreis Namhae-gun in Gyeongsangnam-do.

## Bevölkerung in Zahlen und Daten

Regionale Verteilung der nordkoreanischen Staatsbürger 2021

Regionale Verteilung der südkoreanischen Staatsbürger 2021

Mit Stand 30. Juni 2017 gab es 4.887 sozialversicherungspflichtige Beschäftigte südkoreanischer Staatsbürgerschaft in Deutschland, davon 1.745 in Hessen. Die Zahl der geringfügig Beschäftigten Koreaner belief sich auf 1.162.
2016 wurden 20.979 Blaue Karten in der Europäischen Union bewilligt. Deutschland gibt dabei mit Abstand am meisten Blaue Karten aus. 84 % aller Blauen Karten in Europa sind für Arbeitnehmer in Deutschland. 219 der 17.630 Bewilligungen in Deutschland gingen an Südkoreaner.
| Blaue Karte EU an Südkoreaner | 2012 | 2013 | 2014 | 2015 | 2016 |
| ----------------------------- | ---- | ---- | ---- | ---- | ---- |
| Europäische Union             | 59   | 180  | 153  | 220  | 262  |
| davon nach Deutschland        | 30   | 128  | 122  | 176  | 219  |

## Bildungslage
Über 70 % der zweiten Generation koreanischer Nachkommen in Deutschland haben mindestens ein Abitur oder einen noch höheren Bildungsabschluss – im Verhältnis mehr als doppelt so viele wie in der übrigen Bevölkerung (Siehe auch: Schulleistung zwischen verschiedenen Gruppen in Deutschland). Des Weiteren studierten im Wintersemester 2015/2016 6087 südkoreanische Staatsbürger an deutschen Hochschulen.

## Medien
Seit 1995 erscheint mit Kyopo Shinmun (교포신문) eine eigene Wochenzeitung für die in Deutschland lebenden Koreaner, welche größtenteils Beiträge in koreanischer Sprache, aber auch eine kleinere Anzahl deutschsprachiger Artikel enthält.

## Bekannte Deutsch-Koreaner
Deutsch-Koreaner, Koreaner, die in Deutschland geboren sind oder in Deutschland wirkten und Deutsche koreanischer Abstammung:
- Cha Du-ri, in Frankfurt geborener südkoreanischer Fußballnationalspieler und Sohn von Cha Bum-kun
- Chin Un-suk, Komponist[22]
- Ji-In Cho, Frontsängerin für die deutsche Heavy-Metal-Band Krypteria
- Cho Sung-hyung, Regisseurin
- Gong Ji-young, Romanautor[23]
- Mike Leon Grosch, Sänger
- Simone Hauswald, Biathletin
- Huh Young-Sup, Pharmaunternehmer und Präsident der Deutsch-Koreanischen Gesellschaft
- Martin Hyun, ehemaliger Profi-Eishockeyspieler, sporttechnischer Leiter im Bereich Eishockey und World Para Ice Hockey der Olympischen und Paralympischen Winterspiele 2018 in Pyeongchang und Autor[24]
- Sue-Jin Kang, Prima Ballerina am Stuttgarter Ballett
- Siki Im, Modeschöpfer und Designer
- Da Sol Kim, südkoreanischer Pianist
- Ill-Young Kim, VIVA-2-VJ und Schauspieler
- Eunsook Lee, in Deutschland wohnende koreanische Künstlerin, die über ihre Arbeit: Vanished Berlin Wall[25] bekannt geworden ist.
- Nela Panghy-Lee, Moderatorin und Schauspielerin
- Li Mirok, Schriftsteller
- Mun Ka-Young, Schauspielerin
- Oh Kil-nam, Ökonom, wurde mit seiner Frau Shin Suk-ja und seinen Töchtern von nordkoreanischen Agenten nach Nordkorea gelockt und ist dann allein wieder nach Europa zurückgekehrt, um politisches Asyl zu beantragen[26]
- Ye-One Rhie, Bundestagsabgeordnete
- Miriam Yung Min Stein, deutsche Journalistin und Autorin
- Song Du-yul, Soziologieprofessor und ehemaliger politischer Häftling durch Südkoreas Gesetz über die Nationale Sicherheit[27]
- Hyun Wanner, Schauspieler und Gastronom
- You Ji-yeoun, südkoreanische Pianistin
- Samuel Youn, Opernsänger
- Yun I-sang, Komponist und ehemaliger politischer Häftling in Südkorea[11]
- Teo Yoo, Schauspieler